# Johann Wilhelm Ludwig Gleim

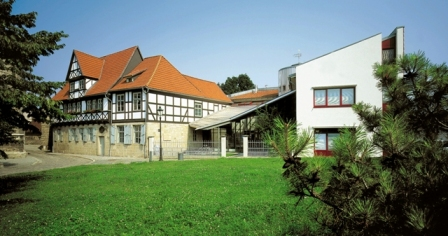
Gleimhaus i Halberstadt

Johann Wilhelm Ludwig Gleim, född 2 april 1719 i Ermsleben, död 18 februari 1803 i Halberstadt, var en tysk skald.
Gleim studerade juridik i Halle och debuterade på den litterära banan med Versuch in scherzhaften liedern (1744, 1745 och 1753), som möttes av allmänt bifall, samt det på scenen gärna sedda herdespelet Der blöde schäfer (1745). År 1744 deltog han som sekreterare hos prins Vilhelm av Brandenburg i andra schlesiska kriget. 1747-1797 var han sekreterare vid domkapitlet i Halberstadt och kanonikus vid stiftet Wallbeck. 
På uppmaning av Lessing grep sig Gleim an med att besjunga Fredrik II under sjuåriga kriget; så uppstod ett antal sångbara, folkligt lagda visor, som samlades i häftet Preussische kriegslieder... von einem grenadier (nytryck av August Sauer med inledning, 1882). Den så kallade anakreontiska diktningen i Tyskland, vilken förberetts av Hagedorn, har sin representativa gestalt i Gleim, som outtröttligt odlade alla dess arter. 
Graciösa, lekande, men både i form och innehåll rätt enformiga, har dessa kärleks- och dryckesvisor haft betydelse som reaktion och motvikt mot Gottscheds och hans anhängares torra korrekthet. Efter fullbordandet av krigsdikterna sjönk Gleims skaparkraft, och hans tallösa senare arbeten (bland andra Lieder für das volk, 1772, Halladat, oder das rothe buch, 1774, som i orientalisk kostym predikar levnadsvisdom) visade ingen förmåga till utveckling eller fördjupning och kom därför att sakna bifall och inflytande. 
Personligen välvillig och hjälpsam, sökte Gleim emellertid alltid att understödja yngre tyska författare och var på mångfaldigt sätt verksam för deras bästa. Hans Sämtliche werke utkom i 7 band, 1811-1813; ett supplementband tillfogades 1841. Gleims brevväxling med Heine och Johannes von Müller utgavs 1806; hans brev till Heine åter 1894-1896 och till Lessing i Hempels Lessingupplaga, band 20; brevväxlingen med Uz 1899. En levnadsteckning över Gleim utgav Körte 1811.
Den svenska diktaren Anna Maria Lenngren översatte hans dikt Min vilja 1792.